# Jagdgeschwader 137
137-ма винищувальна ескадра (нім. Jagdgeschwader 137 (JG 137) — винищувальна ескадра Люфтваффе напередодні Другої світової війни. 1 листопада 1938 року її формування пішли на створення 231-ї винищувальної ескадри (JG 231).

## Історія
137-ма винищувальна ескадра заснована 20 квітня 1937 року на аеродромі Бернбурга на базі I авіагрупи 232-ї винищувальної ескадри (I./JG232).

## Командування

### Командири
1-ша група (I./JG137)
- Оберстлейтенант Георг Вайнер (нім. Georg Weiner) (20 квітня 1937 — 1 листопада 1938)

## Бойовий склад 137-ї винищувальної ескадри
- Штаб (Stab/JG137)
- 1-ша група (I./JG137)
- 2-га група (II./JG137)